# Lee Sang-hwa
Lee Sang-hwa (hangŭl 이상화;; Seul, 25 febbraio 1989) è una pattinatrice di velocità su ghiaccio sudcoreana.

## Palmarès

### Olimpiadi
- 3 medaglie:
  - 2 ori (500 m a Vancouver 2010; 500 m a Soči 2014).
  - 1 argento (500 m a Pyeongchang 2018).

### Mondiali distanza singola
- 4 medaglie:
  - 1 oro (500 m a Heerenveen 2012);
  - 1 argento (500 m a Inzell 2011);
  - 2 bronzi (500 m a Inzell 2005; 500 m a Vancouver 2009).

### Mondiali sprint
- 2 medaglie:
  - 1 oro (Obihiro 2010);
  - 1 bronzo (Salt Lake City 2013).

### Universiadi
- 3 medaglie:
  - 2 ori (500 m a Torino 2007; 500 m a Harbin 2009);
  - 1 bronzo (100 m a Harbin 2009).

### Mondiali juniores
- 1 medaglia:
  - 1 bronzo (Seinäjoki 2005).

### Giochi asiatici
- 3 medaglie:
  - 2 argenti (500 m a Changchun 2007; 500 m a Almaty-Astana 2011);
  - 1 bronzo (100 m a Changchun 2007).

### Coppa del Mondo
- Vincitrice della Coppa del Mondo dei 500 m nel 2013.